# Odie Cleghorn
James Ogilvie „Odie“ Cleghorn (* 19. September 1891 in Montreal, Québec; † 13. Juli 1956 ebenda) war ein kanadischer Eishockeyspieler (Rechtsaußen) und -trainer, der von 1918 bis 1928 für die Montréal Canadiens und Pittsburgh Pirates in der National Hockey League spielte.

## Karriere
Zusammen mit seinem Bruder Sprague wuchs er in Montreal auf und lernte Eishockey spielen. 1909 ging er nach New York und spielte dort in der USAHA. Er kehrte im Jahr darauf nach Kanada zurück. Ein Jahr spielte er beim Renfrew Hockey Club in der NHA, bevor er zum Ligakonkurrenten Montreal Wanderers in seine Heimatstadt zurückkehrte. In seiner ersten Saison 1918/19 erzielte er 17 Treffer und führte damit gemeinsam mit seinem Teamkameraden Newsy Lalonde die Torschützenliste an. Ab der Saison 1921/22 spielte er gemeinsam mit seinem Bruder Sprague für die Canadiens. In der Saison 1923/24 gewannen die beiden den Stanley Cup.
Ab der Saison 1925/26 war er als Spielertrainer bei den neu gegründeten Pittsburgh Pirates. Als sich der Torwart der Pirates Roy Worters vor einem Spiel verletzte, stellte er sich sogar einmal ins Tor seines Teams. In den folgenden beiden Jahren spielte er nur noch in wenigen Spielen, wenn Not am Mann war. Nach der Saison 1928/29 gab er auch den Trainerjob auf.
Er war stets eng mit seinem Bruder verbunden. Als Sprague am 11. Juli 1956 verstarb, traf ihn dies schwer. Am Tag der Beerdigung erlag er selbst einem Herzversagen.

## Sportliche Erfolge
- Stanley Cup: 1924

### Persönliche Auszeichnungen
- Bester Torschütze: 1919 gemeinsam mit Newsy Lalonde, später wurde hierfür die Maurice Richard Trophy vergeben